# Lomonosovite
La lomonosovite est un minéral phosphate-silicate de formule idéale Na10Ti4(Si2O7)2(PO4)2O4, auparavant Na5Ti2(Si2O7)(PO4)O2 ou Na2Ti2Si2O9*Na3PO4. 
Les principaux adjuvants en sont le niobium (jusqu'à 11,8 % de Nb2O5), le manganèse (jusqu'à 4,5 % de MnO) et le fer (jusqu'à 2,8 %). Son symbole IMA est  Lom.
Le minéral a été découvert par V. I. Gerasimovskii dans le massif agpaïtique de Lovozersky en 1950. Nommé en hommage à Mikhaïl Lomonossov (1711-1765), célèbre poète russe, chimiste et philosophe, mais aussi, minéralogiste et ingénieur des mines. 

## Structure cristalline
Selon les données radiocristallographiques, la structure de la lomonosovite sur la base d'une cellule unitaire triclinique de paramètres : a = 5,44 Å, b = 7,163 Å, c = 14,83 Å, α = 99°, β = 106° et γ = 90°, généralement centrosymétrique de groupe d'espace P1, mais des variétés acentriques (polytype) sont également recensées. 
La structure cristalline de la lomonosovite est composée de paquets HOH à trois couches, dont la couche centrale est un octaèdre O entouré de deux couches hétéropolyédriques H. La couche O est constituée d'octaèdres centrés en titane et en sodium, tandis que les couches H sont constituées d'octaèdres centrés en titane et de diorthogroupe Si2O7, similaire à d'autres hétérophyllosilicates tels que la lamprophyllite. Les cations Na+ et les anions PO43- se trouvent dans l'espace entre les paquets.

## Propriétés
La lomonosovite est un minéral qui se présente sous forme de cristaux lamellaires et tabulaires, avec un clivage parfait. Sa couleur macroscopique varie du brun cannelle au noir. En lames minces, il est transparent. L'éclat de la lomonosovite est vitreux à adamantin.
La lomonosovite présente un fort pléochroïsme, allant de l'incolore au brun. Ses indices de réfraction sont :
- α = 1,654 - 1,670
- β = 1,736 - 1,750
- γ = 1,764 - 1,778

L'angle 2V est compris entre 56 et 69 degrés. 
La dureté de la lomonosovite est de 3 à 4 sur l'échelle de Mohs, et sa densité est de 3,12 à 3,15.

## Origine
La lomonosovite est un minéral accessoire que l'on trouve dans les syénites néphéliniques agpaïtiques hyperalcalines, comme celles présentes dans les massifs des Khibiny et de Lovozero en Russie, ainsi que près d'Ilimaussaq au Groenland. C'est également un minéral important des pegmatites agpaïtiques et des fénites hyperalcalines.